# Księżopole-Komory
Księżopole-Komory – wieś w Polsce położona w województwie mazowieckim, w powiecie sokołowskim, w gminie Bielany. Ma status sołectwa.
| SIMC    | Nazwa                     | Rodzaj  |
| ------- | ------------------------- | ------- |
| 0668399 | Kolonia Księżopole-Komory | kolonia |

Zaścianek szlachecki Komory należący do okolicy zaściankowej Księżopole położony był w drugiej połowie XVII wieku w ziemi drohickiej województwa podlaskiego. W latach 1975–1998 miejscowość administracyjnie należała do województwa siedleckiego.
Wierni kościoła rzymskokatolickiego należą do parafii Trójcy Przenajświętszej w Rozbitym Kamieniu.